# 小行星4938
小行星4938（4938 Papadopoulos）是一颗围绕太阳公转的小行星。1986年2月5日，亨利·德波鸿诺在拉西拉天文台发现了此天体。
这颗小行星的绝对星等为195.2851024610693等。